# Wenzella yunkeri
Wenzella yunkeri är en loppart som beskrevs av Tipton et Mendez 1966. Wenzella yunkeri ingår i släktet Wenzella och familjen mullvadsloppor. Inga underarter finns listade i Catalogue of Life.